# Луки Західної Замбезії
Луки Західної Замбезії (ідентифікатор WWF: AT0724) — афротропічний екорегіон тропічних та субтропічних луків, саван і чагарників, розташований в Південній Африці.

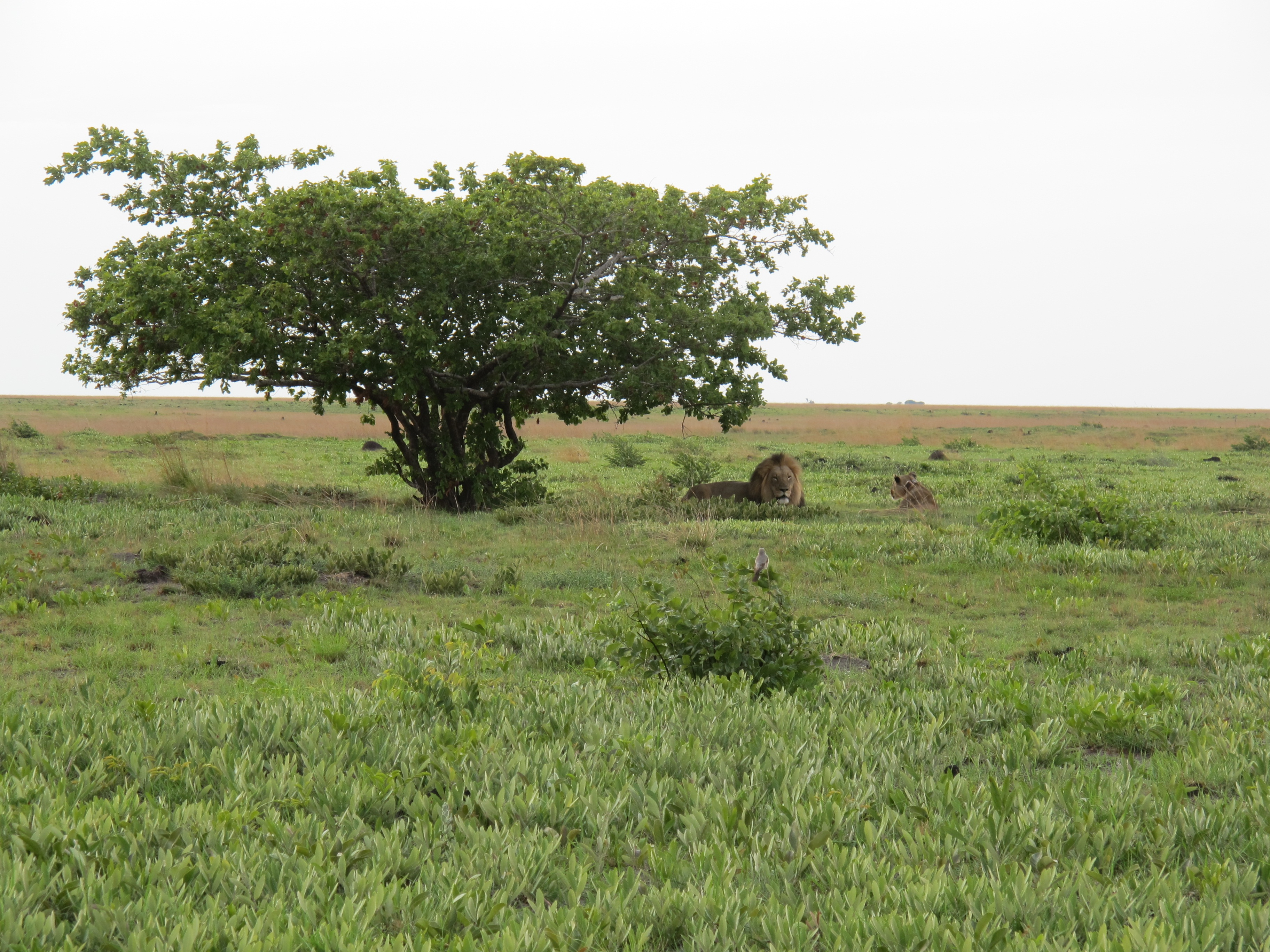
Леви на рівнині Ліуве

## Географія
Екорегіон луків Західної Замбезії складається з трьох частин, розташованих на заході Замбії та на крайньому сході Анголи. На захід від екорегіону поширені ангольські міомбові рідколісся, на схід — сухі вічнозелені ліси Замбезії, а на південь — бейкієві рідколісся Замбезії. Між північною та південною частинами регіону розташована заплава Баротсе, яка є частиною екорегіону затоплюваних луків Замбезії.
Рельєф регіону представлений пласкими рівнинами, середня висота яких становить 1000 м над рівнем моря. Територією екорегіону протікає Замбезі та деякі її притоки, зокрема Кабомпо та Лунгвебунгу. Основу регіону складають глибокі калахарійські піски, які заболочуються під час сезону дощів і є надзвичайно сухими протягом решти року. Глеєві ґрунти регіону бідні на поживні речовини та мають дуже низький вміст глини.

## Клімат
В межах екорегіону переважає вологий субтропічний клімат (Cwa за класифікацією кліматів Кеппена). Середня максимальна температура становить 27 °C, а середня мінімальна температура коливається від 12 до 15 °C. Середньорічна кількість опадів коливається від 800 до 1000 мм. З серпня по жовтень триває спекотний сухий сезон, з листопада по квітень — спекотний вологий сезон, а з травня по липень — прохолодний сухий сезон.

## Флора
Рослинний покрив екорегіону представлений розрідженими низькотравними луками, на яких переважає звичайна лудетія (Loudetia simplex) та вишневий моноцимбій (Monocymbium ceresiiforme). Серед інших трав, поширених в регіоні, слід відзначити різні види бородачника (Andropogon spp.), гусятника (Eragrostis spp.), арістіди (Aristida spp.), кривохвостника (Elionurus spp.), мелініса (Melinis spp.) та триколоса (Tristachya spp.). Там, де ґрунт містить більше гумусу, зустрічаються різноманітні осоки (Cyperaceae).
Дерева в регіоні практично відсутні, натомість тут зустрічаються різноманітні здерев'янілі геоксильні чагарники та напівчагарники, які характеризуються видозміненими стеблами, розташованими під землею. Вони утворюють "підземні ліси", тоді як надземна частина цих рослин зазвичай становить менше 0,6 м заввишки. Цвітіння цих чагарників відбувається перед завершенням сухого сезону, поки трави ще перебувають у стані спокою. Такою є їхня еволюційна адаптація до пожеж, які щорічно відбуваються на початку сезону дощів.

## Фауна
В межах екорегіону зустрічається 140 видів ссавців. Навколишні ліси та заплави забезпечують важливі середовища існування для багатьох тварин, а на трав'янистих рівнинах регіону пасуться великі стада копитних ссавців. Зокрема, на рівнині Ліуве мешкає близько 30 000 блакитних гну (Connochaetes taurinus), Це найбільше стадо в Замбії починає міграцію на північний схід до Анголи в червні. Міграція триває п'ять місяців, а за цей час тварини долають понад 200 км. У жовті гну повертаються на рівнину Ліуве. Приблизно 3000 лехве (Kobus leche) під час сухого сезону також мігрують з рівнин Ліуве, рухаючись на схід, до заплави Замбезі.
Серед інших великих копитних тварин, поширених в регіоні, слід відзначити топі (Damaliscus lunatus), орібі (Ourebia ourebia), велику редунку (Redunca arundinum), бурчеллову зебру (Equus burchelli), кінську антилопу (Hippotragus equinus), чорного шаблерога (Hippotragus niger), великого куду (Tragelaphus strepsiceros) та конгоні Ліхтенштайна (Alcelaphus buselaphus lichtensteinii). Також в регіоні трапляються більш рідкісні звичайні дуїкери (Sylvicapra grimmia), сітатунги (Tragelaphus spekii), африканські буйволи (Syncerus caffer caffer), звичайні стенбоки (Raphicerus campestris), звичайні канни (Taurotragus oryx) та північні стенбоки (Raphicerus sharpei). Серед великих хижих ссавців, що зустрічаються в регіоні, слід відзначити лева (Panthera leo), африканського леопарда (Panthera pardus pardus), південноафриканського гепарда (Acinonyx jubatus jubatus), плямисту гієну (Crocuta crocuta) та рідкісну гієнову собаку (Lycaon pictus). У річках поширені звичайні бегемоти (Hippopotamus amphibius).
Орнітофауна екорегіону вирізняється високим різноманіттям і включає дрібних горобцеподібних птахів, що живляться насінням, хижих птахів та багатьох водоплавних птахів. Вона є частково пов'язаною з фауною навколишніх водно-болотних угідь та лісів. Багато видів, зокрема мігруючих, розмножуються у траві, коли вода починає спадати, починаючи з червня. Серед рідкісних птахів, що зустрічаються в регіоні, слід відзначити білошийого журавля (Grus carunculata) та ботсванійську чепуру (Egretta vinaceigula).
Герпетофауна екорегіону включає 34 види плазунів та 14 видів земноводних. В заплавах регіону зустрічаються нільські крокодили (Crocodylus niloticus) та нільські варани (Varanus niloticus).

## Збереження
Близько 51,2 % площі екорегіону є заповідними територіями. Природоохоронні території включають Національний парк рівнини Ліува та Національний парк Сіома-Нгвезі в Замбії.